# Altavas
Altavas ist eine philippinische Stadtgemeinde in der Provinz Aklan. Sie hat 24.619 Einwohner (Zensus 1. August 2015). Im Küstenbereich der Gemeinde dehnen sich die Kalibo-Feuchtgebiete aus.

## Baranggays
Altavas ist politisch unterteilt in 14 Baranggays.
- Cabangila
- Cabugao
- Catmon
- Dalipdip
- Ginictan
- Linayasan
- Lumaynay
- Lupo
- Man-up
- Odiong
- Poblacion
- Quinasay-an
- Talon
- Tibiao